# Globularia losae
Globularia losae är en grobladsväxtart som beskrevs av L. Villar, J.A. Sese och J. V. Fernandez. Globularia losae ingår i släktet bergskrabbor, och familjen grobladsväxter. Inga underarter finns listade i Catalogue of Life.